# Грандон, Шарль
Шарль Грандо́н (фр. Charles Grandon; около 1691, Лион, Королевство Франция — 4 марта 1762, там же) — французский живописец-жанрист и портретист, педагог. Член французской академии живописи и скульптуры.

## Биография

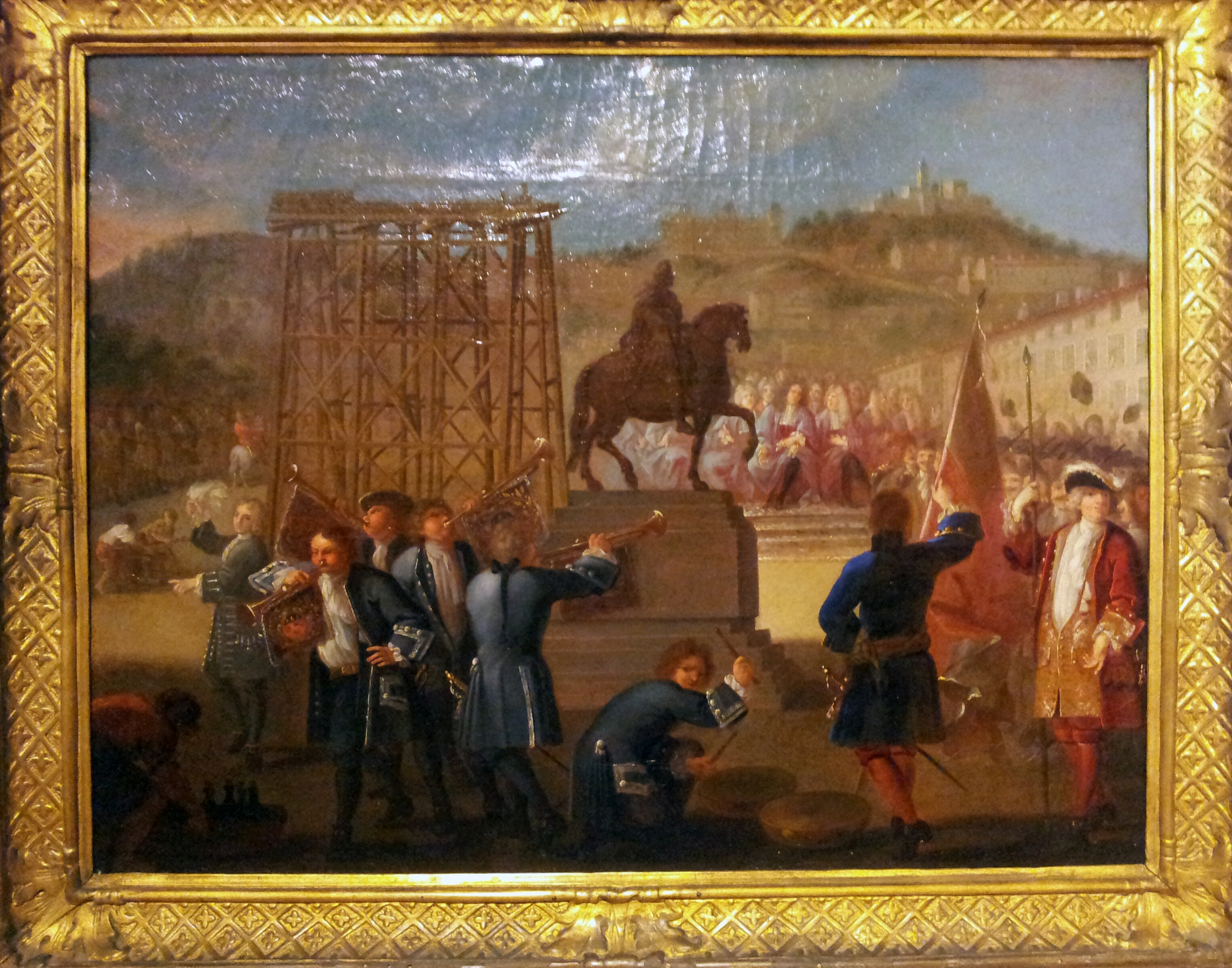
Торжественное открытие памятника королю Людовику XIV

Родился в семье художника Жана Грандона. Первые уроки живописи получил в мастерской отца. В 1794 году был назначен городским художником Лиона. В 1751 году получил заказ на создание 91 небольшого портрета представителей знати, городских властей и купцов Лиона, написанных маслом на пергаменте.
Среди его учеников был Жан-Батист Грёз.
Дочь Грандона, Жанна-Мария, также ставшая художницей, была замужем за композитором Андре Гретри.